# Themone poecila
Espèce
Themone poecila est une espèce d'insectes lépidoptères de la famille des Riodinidae et de la sous-famille des Riodininae.

## Taxonomie
Themone poecila a été décrit par Henry Walter Bates en 1868.

### Noms vernaculaires
Themone poecila se nomme Poecila Metalmark en anglais.

## Description
Themone poecila est un papillon noir avec une partie basale jaune et une tache blanche sur chaque aile.
Le revers est noir orné de petites taches blanches marginales et de deux grosses taches blanches sur chaque aile.

## Écologie et distribution
Themone poecila est présent dans le bassin amazonien au Brésil.

### Protection
Pas de statut de protection particulier.